# Hovrättsexamen
Hovrättsexamen eller formellt examen till rättegångsverken var en ämbetsexamen, som infördes vid de svenska universiteten genom kunglig förordning 10 mars 1749 och 9 mars 1750. Under den tid examen fanns, var det den ordinära ämbetsexamen för blivande jurister i svensk statlig tjänst. Genom kungliga stadgan angående juridiska examina 29 april 1904 avskaffades denna examen, och ersattes av den nya juris kandidatexamen. Hovrättsexamen kunde avläggas ända till utgången av 1909.
För examen till rättegångsverken krävdes – utöver juridisk preliminärexamen ("prillan") vid filosofisk fakultet – skriftlig prövning i fem ämnen och muntlig prövning i elva vid juridisk fakultet.